# Skogsskötselserien
Skogsskötselserien är en webbaserad och fritt tillgänglig kunskapskälla om skogsskötsel i Sverige. Texterna är skrivna av forskare och är upphovsrättsligt skyddade, men de får användas i bland annat utbildning och forskning. Serien riktar sig främst till dem som arbetar i skogssektorn, studerar eller är skogsägare. Skogsstyrelsen har ansvar för drift och underhåll. Utvecklingen av Skogsskötselserien görs i samarbete med skogsägarrörelsen, Skogsindustrierna och Sveriges lantbruksuniversitet (SLU).